# Pseudophoxinus burduricus
Pseudophoxinus burduricus è un pesce d'acqua dolce appartenente alla famiglia Cyprinidae, sottofamiglia Leuciscinae.

## Distribuzione e habitat
Questa specie è endemica del bacino endoreico del lago Burdur in Turchia, dove abita torrenti, laghi, fiumi immissari del lago salato.

## Descrizione
Simile alle altre specie congeneri, presenta tuttavia corpo più tozzo e robusto, con muso corto e arrotondato. La linea laterale si abbassa con una breve curva appena dopo le branchie, raggiungendo il basso ventre, terminando sopra la pinna anale. Le pinne sono corte, tozze, triangolari dai vertici arrotondati; la pinna caudale è bilobata. La livrea è grigio-argentea con riflessi bluastri, e piccole marezzature o linee brune, più o meno visibili. Le pinne sono tendenti al grigio biancastro, con raggi grigi. 

Sono state descritte alcune differenze fisiche tra le varie popolazioni presenti nei diversi laghi e torrenti dell'area di distribuzione, specialmente per quanto riguarda il dimorfismo sessuale (i maschi di alcune popolazioni si differenziano dalle femmine per la presenza di opercoli sul muso, o per le pinne più sviluppate). 

Raggiunge una lunghezza massima di 15 cm.